# Clusia caudata
Clusia caudata är en tvåhjärtbladig växtart som först beskrevs av Jules Émile Planchon och Triana, den fick sitt nu gällande namn av J. J. Pipoly. Clusia caudata ingår i släktet Clusia och familjen Clusiaceae. Inga underarter finns listade i Catalogue of Life.